# Primavera Negra (Argelia)
La Primavera Negra (en cabilio: Tafsut Taberkant) fue una serie de disturbios y manifestaciones de activistas cabilios en la región de Cabilia en Argelia en 2001, que fueron enfrentadas con medidas policiales represivas y se convirtieron en un poderoso símbolo del descontento de cabilio con el gobierno nacional. Las protestas tuvieron lugar en un contexto de marginación cultural de larga data del montañés cabilio, un grupo lingüístico bereber homogéneo en Argelia (los hablantes de bereber constituyen entre el 25% y el 35% de la población total, aunque se discuten los números exactos) a pesar de las más rígidos medidas de arabización patrocinadas por el gobierno de los años sesenta a los ochenta. El nombre "Primavera Negra" alude a los eventos conocidos como la Primavera bereber de la década de 1980, en la que principalmente activistas de la sociedad civil de Cabilia desafiaron la prohibición de la cultura bereber entonces vigente, exigiendo derechos culturales y democracia.

## Eventos
En 2001, un joven estudiante de Cabilia, Massinissa Guermah, fue arrestada por agentes de la Gendarmería Nacional de Argelia y posteriormente falleció dentro de las instalaciones de la Gendarmería nacional. Esto provocó disturbios a gran escala en la región de la Cabilia, que duraron meses.
El presidente Abdelaziz Buteflika afirmó que el verdadero nombre de Massinissa era de hecho Karim y que era un criminal desempleado de 26 años. Varios meses después de estas declaraciones, el gobierno admitió que su verdadero nombre era Massinissa, y que era un inocente estudiante de secundaria. El ministro del Interior, Yazid Zerhouni, dijo que estaba "mal informado". Sin embargo, no se dieron disculpas a la familia de la víctima y los disturbios no se detuvieron. El gobierno de Buteflika sostuvo que los cabilios estaban siendo "manipulados por una mano extranjera".
Una marcha que llevó a muchas decenas de miles de cabilios a la capital, Argel, fue organizada por el movimiento Arouch, junto con el Movimiento para la Autodeterminación de la Cabilia. La manifestación fue seguida por enfrentamientos entre la población local de y los cabilas. La policía se puso del lado de los "argelios" y la televisión estatal agradeció a "los argelios por haber defendido su pueblo de los invasores". Desde entonces, las marchas públicas en Argel están prohibidas.

## Víctimas
En abril de 2001 murieron 43 jóvenes cabilios. A julio de 2001, había 267 jóvenes baleados, de los cuales 50 murieron. La comisión Issad señala que "sólo es comparable a pérdidas militares en batallas muy duras en tiempo de guerra. Las fuerzas de seguridad, al mismo tiempo y en el mismo lugar, no presentan ningún herido por bala, ni ningún muerto por bala".
En abril de 2002, la Liga de Derechos Humanos de Argelia informa de 126 cabilios muertos, 5000 heridos de los cuales 200 han quedado discapacitados permanentemente, y miles de arrestos, malos tratos, torturas y detenciones arbitrarias.
Al final de los acontecimientos de la Primavera Negra, la prensa argelina informó que 126 cabilas murieron, y miles resultaron gravemente heridos en los disturbios o torturados por los paramilitares de la Gendarmería.

## Resultados
Al final, Buteflika aceptó algunas de las demandas de los cabilios. Los gendarmes fueron retirados de Cabilia, y el idioma bereber se convirtió en un idioma nacional en 2002 (pero no un idioma oficial, a la par del árabe, hasta 2016).
Los partidos políticos bereberes fueron marginados en parte por las formas violentas de protesta. En cambio, surgieron nuevos movimientos en la política de Cabilia: el movimiento Arush (Arouch) y el Movimiento por la Autonomía de Kabylie (MAK), cuyas ambiciones regionalistas de autonomía marcaron una nueva evolución en la política de Cabilia.
La región de Barbacha ha logrado ganar un grado significativo de autonomía, dando esperanza a muchos activistas cabilios.